# Edwin Gordon

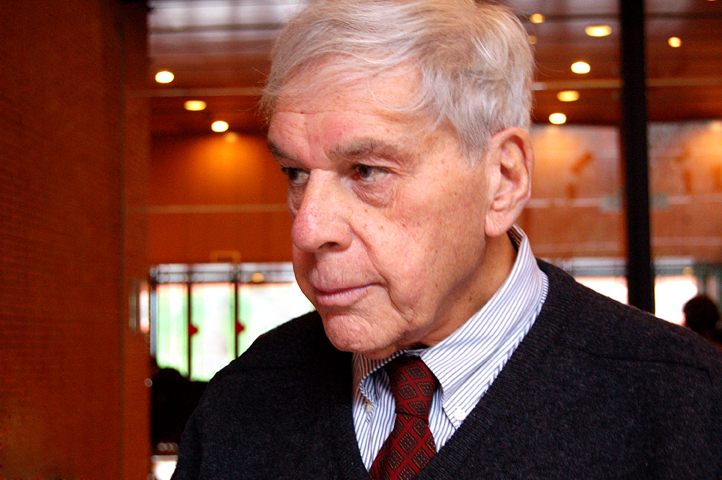
Edwin E. Gordon

Edwin Elias Gordon (* 14. September 1927 in Stamford, Connecticut; † 4. Dezember 2015 in Mason City, Iowa) war ein US-amerikanischer Musikpädagoge und Musikpsychologe.

## Leben und Wirken
Gordon diente von 1945 bis 1947 als Musiker in der Armee der Vereinigten Staaten, ehe er ein Studium an der Eastman School of Music begann. Er tourte im Jahr 1950 als Bassist in der Band von Gene Krupa durch das Land und kehrte nach Eastman zurück, um ein Studium im Kontrabass zu absolvieren. Er erwarb dort 1952 einen Bachelor mit diesem Instrument und 1953 seinen Master in Kontrabass und Musikliteratur. Im Jahr 1955 erwarb er zudem seinen Master in Pädagogik an der Ohio University und unterrichtete 1955 bis 1956 Musik an der öffentlichen Schule in Toledo, Ohio. Gordon schloss ein Studium der Musikpädagogik 1958 an der University of Iowa (Ph.D.). Auf dieser Grundlage schlug er seine zunächst wissenschaftliche und später zunehmend pädagogischen Laufbahn ein und lehrte dort von 1958 bis 1972. Anschließend wechselte er von 1972 bis 1979 an die State University of New York in Buffalo. Er hatte in den Jahren 1979 bis 1994 die nach Carl Emil Seashore benannte Professur für Forschung in Musikpädagogik (englisch Chair for Research in Music Education) an der Temple University inne und war von 1997 bis 2000 Distinguished Professor in Residence an der University of South Carolina. Gordon leitete 65 Doktorarbeiten und war Mitglied der Redaktionsausschüsse mehrerer führender Fachzeitschriften, schrieb zahlreiche Bücher und Artikel und entwickelte sechs Tests zur Feststellung der musikalischen Begabung. Er gründete im Jahr 1965 das Musical Aptitude Profile. Ein Großteil seiner wissenschaftlichen Arbeiten mündete in seiner Music Learning Theory. Die Gründung des Institute for Music Learning, geht auf seine Initiative zurück.
Gordon war als Forscher, Lehrer, Autor und Dozent auf dem Gebiet der Musikpädagogik und Musikbegabung tätig und gab unter anderem die Bände 5 bis 10 der Studies in the Psychology of Music heraus. Insgesamt veröffentlichte er mehrere hundert Publikationen und hielt zwischen 1962 und 2013 über 600 Vorträge zur Musikpädagogik. Auf der Basis seiner Forschung und Lehrtätigkeit entwickelte er die Music Learning Theory und prägte den Begriff der „Audiation“.

## Ehrungen
- Gordon erhielt 1992 einen „Distinguished Alumni Achievement Award“ der University of Iowa.
- 1996 wurde er in die „Music Educators Hall of Fame“ aufgenommen.
- Die University of South Carolina widmete ihm das „Edwin E. Gordon Archive“,[5] in dem Dissertationen und Veröffentlichungen zu seinem Lebenswerk zusammengetragen werden.

## Schriften (Auswahl)
- Musikalische Begabung Beschaffenheit, Beschreibung, Messung und Bewertung. Schott, Mainz 1986, ISBN 3-7957-1745-0.